# نورتوست استوود (واشینگتن)
نورتوست استوود (به انگلیسی: Northwest Stanwood) یک منطقهٔ مسکونی در ایالات متحده آمریکا است که در شهرستان اسنوهومیش، واشینگتن واقع شده‌است. نورتوست استوود ۵٫۸ کیلومتر مربع مساحت و ۱۴۹ نفر جمعیت دارد و ۴۱ متر بالاتر از سطح دریا واقع شده‌است.